# 28-я танковая дивизия (СССР)
28-я танковая дивизия — воинское соединение Вооружённых Сил СССР в Великой Отечественной войне.

## История дивизии
Дивизия формировалась в ПрибОВО с февраля 1941 года на базе 27-й легкотанковой бригады, 28-й гаубичный артиллерийский полк создавался на базе 569-го артиллерийского полка 2-й мотострелковой бригады.
В составе действующей армии во время ВОВ с 22 июня 1941 года по 13 декабря 1941 года.
На 18 июня 1941 года дислоцировалась в Риге, имея в своём составе 236 БТ-7, 68 Т-26, 9 «Виккерс», 1 огнемётный танк, 15 БА-10, 25 БА-20.
С 19 июня 1941 года скрытно передислоцируется из Риги и сосредоточилась к 22 июня 1941 года в лесах в 20 километрах севернее Шауляя (без 28-го мотострелкового полка, оставшегося гарнизоном в Риге до подхода в город 183-й стрелковой дивизии и 5-го мотострелкового полка НКВД). Впоследствии 28-й мотострелковый полк 24 июня 1941 года был направлен к Либаве с целью вызволить из окружения части 67-й стрелковой дивизии.
Выдвинулась из района сосредоточения поздним вечером 22 июня 1941 года, с тем, чтобы нанести удар по прорвавшимся в район Скаудвиле частям 41-го моторизованного корпуса. На рубеж атаки — Жвирзде, Бомбалы — прибыла к 10:00 23 июня 1941 года. За время выдвижения потеряла 27 танков. В связи с поздним прибытием дивизии начало её наступления было перенесено с 04:00 на 11:00, но и этот срок оказался нереальным, так как дивизия оставалась без горючего, которое находилось на складах в Риге. Под авиационными ударами к 15:00 колонна бензовозов частично пришла в дивизию. В 22:00 23 июня 1941 года дивизия силами 55-го танкового полка приняла первый бой восточнее Таураге с 1-й танковой дивизией. В бою достигла некоторых успехов, уничтожила 14 немецких танков, 20 орудий и до батальона пехоты и понесла эквивалентные потери. Ближе к ночи дивизия отошла севернее и укрылась в лесах 1 километр севернее Пошиле.
24 июня 1941 года дивизия практически бездействовала (исключая эпизод с наступлением на Кельме, где были советские войска), в том числе в связи с нехваткой горючего — хотя должна была заниматься уничтожением вражеских войск севернее Скаудвиле. Топливо подвезли только к вечеру и к 22:00 дивизия сосредоточилась, будучи боеготовой, в районе Коркляны, однако наступление было перенесено на 25 июня 1941 года. На этот день в 04:00 дивизии предписывалось нанести удар во фланги и тыл противнику в направлении Коркляны, Поплуще, Бурбайце, после чего отойти в направлении Сидоришки, Ужвенты и сосредоточиться в лесах 2 километрах юго-восточнее Ужвенты. К 10:00 танковые полки дивизии подошли к Пошиле, начали наступление в направлении Карленай, Полугуе, Ужвентис и попали под огонь артиллерии крупных калибров и под организованный огонь противотанковых орудий. Отдельные подразделения прорвали оборону противника и уничтожили колонну 8-го моторизованного полка противника, нарушили сообщение по дороге на Шяуляй. Дивизия вела бой в течение 4 часов, уничтожила 3 тяжёлых и 14 противотанковых орудий, до двух батальонов пехоты, захватила 6 тяжёлых и 24 противотанковых орудий, несколько танков. Однако сама дивизия потеряла 48 танков. К 15:00 остатки дивизии (около 30 боевых машин, организационно: штаб дивизии, разведывательный батальон и остатки 55-го и 56-го танковых полков) сосредоточились в лесу северо-западнее Пошиле. Всего к 25 июня 1941 года дивизия по различным причинам потеряла 84 танка.
С 26 июня 1941 года дивизия отходит, прикрывая отходившие на рубеж реки Варна войска 8-й армии. 27 июня 1941 года дивизия занимала оборону по берегу реки Муша на участке Вайды — Памуша, вновь вступила в бои, уничтожив 6 танков противника и 2 орудия, потеряв 8 танков. Дальнейшее нахождение дивизии на рубеже грозило окружением, и ей был получен приказ на отход с задачей к 28 июня 1941 года занять оборону по северному берегу Западной Двины в районе Тегулис, куда дивизия с боями отходила. Так, рота бронемашин и 6 танков 28-го разведывательного батальона обороняли переправу на реке Лиелупе у Елгавы, вели упорный бой с противником, пытавшимся форсировать реку, в расположение части не вернулись. 29 июня 1941 года остатки дивизии были подчинены командованию 65-го стрелкового корпуса и опрокинули немецкие части, захватившие плацдарм в Риге и обеспечили переправу для отставших подразделений 8-й армии. Тыловые части дивизии с этого дня отходили к Пскову.
30 июня 1941 года дивизия ведёт ожесточённые бои у местечка Плявиняс с войсками противника, которые пытались переправиться через Западную Двину. Немецкие атаки были отбиты, но войска противника переправились через реку на соседних участках, и дивизия с 1 июля 1941 года начала отход на рубеж озера Инесис и мызы Медзула, а затем, под непрерывным воздействием авиации противника, и далее. 2 июля 1941 года получен приказ корпусу на наступление и восстановление положения по Западной Двине, 28-я танковая дивизия осталась в резерве, 3 июля 1941 года ей было приказано выйти в район лесов севернее Белена и занять оборону на рубеже станции Тырза. На 4 июля 1941 года дивизия обороняла участок станции Тырза без гаубичного и мотострелкового полка (возвращён в дивизию в конце июня в Риге), переданных соседней 23-й танковой дивизии. На 5 июля 1941 года дивизия вновь отступила и сосредоточилась в районе Подлипье, Языкова, Большая Кебь. На 6 июля 1941 года дивизия находилась в районе лесов восточнее и юго-восточнее Берёзка и затем в составе корпуса находилась в резерве, к 12 июля 1941 года выведена из боёв и направлена на восстановление в районе посёлка Красные Станки.
В начале августа 1941 года дивизия, несколько пополненная, попала в состав Южной оперативной группы и 14 августа 1941 года прибыла в Новгород, заняла оборону в 4—6 километрах от западной окраины города. 55-й танковый полк — на рубеже Григорово — Новая Мельница; 56-й танковый полк — слобода Покровская — Юрьево, левым флангом выходя к Волхову. Отдельный разведывательный батальон закрепился на втором рубеже, по обводному каналу на западной окраине Новгорода. В общем, дивизия фактически представляла собой стрелковое соединение: в её составе числилось 2 КВ-1 и 5 БТ-7.
С 14 августа 1941 года дивизия вступила в бои под Новгородом с частями 1-го армейского корпуса. В тяжёлых боях дивизия была вынуждена отойти к окраинам города. Бои дивизия вела до 17 августа 1941 года, потери составляли до 2/3 личного состава, 17 августа 1941 года в основном переправилась на восточный берег Волхова, оставив сводный отряд оборонять Новгородский Кремль. Вскоре дивизия отошла восточнее Новгорода и весь август 1941 года вела тяжёлые бои там. К концу августа 1941 года дивизия переброшена в район Демянска, где вновь вступила в бои, попала в окружение. К 16 сентября в вышедшей дивизии оставалось 552 человека и 4 орудия. 21 сентября 1941 года была выведена в тыл для переформирования, личный состав направлен на доукомплектование других соединений.
После доукомплектования в начале ноября 1941 года дивизия заняла оборону на рубеже Валдая и Валдайских высот, ведёт оборонительные бои в том районе.
13 декабря 1941 года дивизия переформирована в 241-ю стрелковую дивизию (по-видимому даже ранее, так как по справочнику боевого состава на 1 декабря 1941 года 241-я стрелковая дивизия уже числится в составе). В состав дивизии вошли 261-й, 318-й, 332-й сп, 1010-й ап.
С 7.9.1944 г. дивизия в составе 38-й армии, участвуя в Карпатско-Дуклинской и Восточно-Карпатской наступательных операциях, получает задание в составе ударной группировки армии ударить из района Кросно, прорвать оборону противника на 8-километровом участке Непля-Оджиконь, уничтожить противостоящие части противника и, развивая наступление в направлении Поток, Дукля, Тымлява, Прешов, выйти на территорию Словакии, где должна соединиться со словацкими армейскими частями и партизанами. 8.9.1944 г. дивизия в составе 67-го стрелкового корпуса переходит в наступление и занимает пригород города Кросно – Бялобжеги.
24.9.1944 г. дивизия овладела Мшаной. 6.10.1944 г. дивизия выходит на рубеж Вышняя Писана, Медведзне. 4-6.2.1945 г. части дивизии с севера вплотную подошли к Бельско.
Расформирована летом 1945 года.
Полное название
28-я танковая дивизия

## Подчинение
| Дата                    | Фронт (округ)         | Армия                                     | Корпус (группа)              | Примечания |
| ----------------------- | --------------------- | ----------------------------------------- | ---------------------------- | ---------- |
| 22 июня 1941 года       | Северо-Западный фронт | 8-я армия                                 | 12-й механизированный корпус | —          |
| 01 июля 1941 года       | Северо-Западный фронт | 8-я армия                                 | 12-й механизированный корпус | —          |
| 10 июля 1941 года       | Северо-Западный фронт | 8-я армия                                 | 12-й механизированный корпус | —          |
| 01 августа 1941 года    | Северный фронт        | 8-я армия                                 | 12-й механизированный корпус | —          |
| 01 сентября 1941 года   | Ленинградский фронт   | Новгородская армейская оперативная группа | 12-й механизированный корпус | —          |
| на 01 октября 1941 года | Северо-Западный фронт | 27-я армия                                |                              | —          |

## Состав
- 55-й танковый полк
- 56-й танковый полк
- 28-й мотострелковый полк
- 28-й гаубичный артиллерийский полк
- 28-й разведывательный батальон
- 28-й отдельный зенитно-артиллерийский дивизион
- 28-й отдельный батальон связи
- 28-й автотранспортный батальон
- 28-й ремонтно-восстановительный батальон
- 28-й понтонно-мостовой батальон
- 28-й медицинско-санитарный батальон
- 28-я рота регулирования
- 28-й полевой автохлебозавод
- 838-я полевая почтовая станция
- 689-я полевая касса Госбанка

## Командование дивизии
Командиры
- Черняховский, Иван Данилович, полковник (март—август 1941)[1]
- Орленко, Тимофей Семёнович, полковник (август—сентябрь 1941)[2]

Начальники артиллерии
- Ольховский, Пётр Иванович, полковник

## Отличившиеся воины дивизии
| Награда | Ф. И. О.                            | Должность                                           | Звание           | Дата награждения | Примечание                  |
| ------- | ----------------------------------- | --------------------------------------------------- | ---------------- | ---------------- | --------------------------- |
|         | Панкратов, Александр Константинович | политрук роты 1-го батальона 125-го танкового полка | младший политрук | 16.03.1942       | погиб 24.08.1941            |
|         | Попов, Борис Петрович               | заместитель командира 55-го танкового полка         | майор            | 25.07.1941       | посмертно, погиб 23.06.1941 |